# Paraclodia besucheti
Paraclodia besucheti là một loài bọ cánh cứng trong họ Cerambycidae.